# Boardriders

Logo der Marke Quiksilver

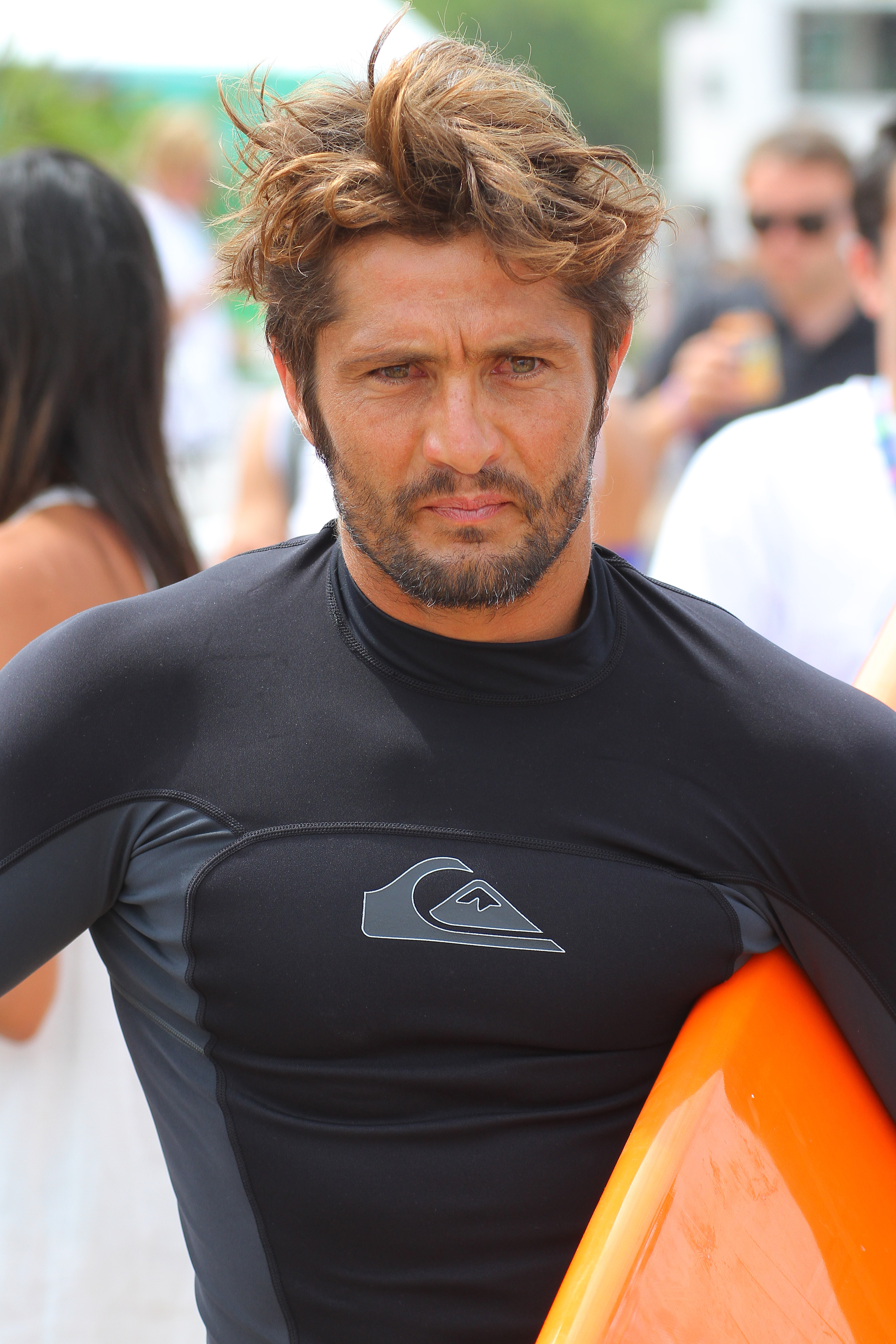
Surfbekleidung von Quiksilver

Boardriders (bis 2017 Quiksilver, Inc.) ist eine australisch-amerikanische Kapitalgesellschaft, die mehrere Modemarken im Outdoor-Sportbereich besitzt, wie Quiksilver, Roxy und DC Shoes.
Neben Surfbrettern stellt sie vor allem für das Surfen und die verwandten Brettsportarten (Skaten und Snowboarden) Bekleidung her und ist in diesem Bereich Weltmarktführer.
Von 1985 bis 2016 sponserte Quiksilver den Surfwettbewerb The Eddie zu Ehren von Eddie Aikau in Hawaii. Zudem sponsert Quiksilver diverse bekannte Snowboarder, Surfer und Skater wie z. B. den elffachen Weltmeister Kelly Slater, die Profi-Snowboarder Travis Rice, Hampus Mosesson und Mathieu Crepel und den Profi-Skater Tony Hawk.
In Deutschland betreibt Quiksilver eigene Läden und mehrere Werksverkäufe. Im Jahr 2008 eröffnete der erste Roxy-Laden in Hameln.
Seit 2023 ist Boardriders ein Tochterunternehmen der Authentic Brands Group. Der Hauptfirmensitz befindet sich in Huntington Beach, Kalifornien die Europa-Zentrale befindet sich in Saint-Jean-de-Luz, Frankreich. 

## Geschichte
Quiksilver wurde von Bob McKnight und Jeff Hakman 1969 in Australien gegründet. 2005 übernahm Quiksilver den Winter- und Alpinsportartikelhersteller Rossignol, verkaufte ihn jedoch bereits im November 2008 wieder.
Am 9. September 2015 beantragte Quiksilver ein Insolvenzverfahren gemäß Chapter 11. Zeitgleich stürzte die Aktie um 78 % ab. In Folge des Insolvenzverfahrens wurde Quiksilver an Oaktree Capital Management verkauft.
2017 benannte sich das Unternehmen in Boardriders, Inc. um. Ein Jahr später wurde das Unternehmen Billabong übernommen. Im September 2023 wurde Boardriders von der Authentic Brands Group übernommen.
Das Logo der Marke ist inspiriert von dem Farbholzschnitt Die große Welle vor Kanagawa des japanischen Künstlers Katsushika Hokusai.

## Marken
- Quiksilver
- Billabong
- Roxy
- DC Shoes
- Element
- VonZipper
- Xcel
- RVCA

## Belege
1. 1 2 3  Fusion von Quiksilver und Rossignol schafft weltweiten Outdoor-Marktführer: Quiksilver-Rossignol
2. 1 2  Olivier Guyot: Authentic Brands Group completes acquisition of Boardriders. In: FashionNetwork. 3. September 2023, abgerufen am 7. November 2023 (englisch).
3. ↑  Emiko Kaneoka: Quiksilver's Bob McKnight Makes Waves (Memento vom 16. Juli 2019 im Internet Archive) auf surfcityusa.com, 2. August 2018. Abgerufen am 11. August 2024.
4. ↑  Quiksilver's Net Loss Narrows. In: TheStreet.com. 19. Dezember 2008, abgerufen am 29. August 2010 (englisch).
5. ↑  Quiksilver files for Chapter 11 bankruptcy in the US. In: bbc.com. 9. September 2015, abgerufen am 4. Februar 2024 (englisch).
6. ↑  Steven Church, Lauren Coleman-Lochner und Andrea Tan: Quiksilver Files for Bankruptcy Protection in Delaware. In: Bloomberg. 9. September 2015, abgerufen am 11. August 2024 (englisch).
7. ↑  dpa/syg: Surflabel ist insolvent - Insolvenzantrag - Quiksilver-Aktie schmiert um fast 78 Prozent ab. In: www.finanzen100.de. 9. September 2015, abgerufen am 9. September 2015.
8. ↑  Quiksilver Files for Bankruptcy, to Hand Control to Oaktree auf www.businessoffashion.com, abgerufen am 29. September 2018.
9. ↑  Quiksilver, Inc. wechselt Namen zu Boardriders, Inc., auf www.surfersmag.de, abgerufen am 29. September 2018
10. ↑  Billabong agrees to $380 million takeover by US company that owns Quiksilver, auf www.abc.net.au, abgerufen am 29. September 2018
11. ↑  Marlene Thiele: Der Manager und das Meer. In: Süddeutsche Zeitung, 4. Februar 2018.